# Канда, Коџа и Небојша
Канда, Коџа и Небојша, скраћено ККН, српска је музичка група из Београда.

## Историја

### Настанак и први албум
Група Канда, Коџа и Небојша (ККН) основана је 1990. године у Београду. Прву поставу групе чинили су Оливер Нектаријевић (вокал), Владислав Рац (бас-гитара), Растко Лупуловић (електрична гитара) и Стеван Димитријевић (бубањ). Име бенда је настало када су тадашњи чланови, читајући неке старе преводе романа Достојевског, узели архаизме канда (ваљда) и коџа (много), док је име Небојша припадало неком детету које је живело у истом блоку као и Лупуловић.
Први студијски албум Guarda Toma! је издат 1996. за Метрополис рекордс и заправо је мешавина нумера забележених у студију и снимака са концерата одржаних током 1995. године у Дому омладине, КСТ-у и Битефу. У међувремену, члан групе постао је Марко Петронијевић (труба). На албуму је учествовао Дејан Вучетић Вуча из групе Darkwood Dub. На овом албуму чује се велика енергија и живост концертних наступа ККН-а. Највећи хит са албума је песма Природа. За разлику од оригиналног издања снимљеног на касети, на CD издању из 2001, заједно са песмама ККН-а, налази се и дебитантски албум групе Велики презир.
Растко Лупуловић је убрзо отишао из ККН и замонашио се у манастиру Дечани, а место гитаристе је преузео Иван Тописировић Топ.

### Пробој групе и прекид рада
Други студијски албум, назван Играчка плачка, изашао је 1998. године за Б92. Албум је делимично политички ангажован, што се, осим у његовом наслову, највише чује у песми Проћи ће и њихово. Сходно друштвеним приликама, овај албум је нешто мирнији и мрачнији него претходни, а садржи и песме: Right Direction, S.A.T, Штастопојо, Медитеран... Албумом Играчка плачка, који је, иако продукционо несавршен, понекад помињан као најбољи домаћи албум деведесетих, ККН се пробија у врх београдске и југословенске музике алтернативног и прогресивног звука.
Заједно са саставима Darkwood Dub, Eyesburn и Atheist Rap, ККН се прикључује Отпору, и на својим концертима су позивали публику да гласа против странке Слободана Милошевића. Током новембра и децембра 1999. године наступили су у 12 градова за време турнеје Silence won't do, у организацији Б92, заједно са групама као што су Darkwood Dub и Sunshine. Турнеја је била вид протеста против тадашњег Закона о информисању, којим се дефакто ограничавала слобода изражавања.
Убрзо потом је и Стеван Димитријевић напустио групу, а на његово место је дошао Владан Рајовић.
Трећи студијски албум Become (Б92 2000) готово у потпуности је отпеван на енглеском језику (изузетак је била песма Излазим). Музички, приметно је скретање ка регеу и есид-џезу, уз повремено коришћење нових инструмената као што су: виолина, клавир, тромбон, флаута и дромбуље. Највећи хитови са овог албума су песме Righteous, Life, Nightmare и Излазим, уз нумеру с најкраћим називом у домаћој музици — Е. И овај албум се одликује дубоком свешћу о друштвеном тренутку, овај пут нешто универзалнијом и префињенијом — тим пре што је употребљен енглески језик — али врло приметном.
Следеће године, услед одласка Тописировића у САД и општег стваралачког замора, група је одлучила да престане са радом, на разочарање публике. Опроштајни концерт је одржан 13. маја 2001. у башти СКЦ-а.

### Друга постава и даљи развој
Након боравка у САД и повратка у Београд 2003. године, Нектаријевић је око себе окупио нову екипу музичара. Нову поставу групе, осим њега и Рајовића, чинили су још Ненад Пејовић (гитара), Никола Новаковић (гитара) и Бранислав Драговић (бас). Назив групе је, међутим, остао непромењен.
ККН су снимили и нови албум Прекиди стварности, који су издали 2005. године за ПГП РТС. Овај албум, инструментално и текстуално, представља вероватно најзрелије остварење бенда. Са другачијом и свежијом атмосфером, песме овог албума одишу новом енергијом и излазе ван жанровских оквира. Издвајају се: Плаше дечаке, Кад оживимо, Тон по тон и Оливеров, неколико година раније настали, соло израз Ahead There. На албуму се преплићу реге, џез, рок и хеви метал. Албум карактеришу и различити језици изражавања: шест песама је написано на српском, а четири на енглеском језику. Интернет магазин Попбокс је ово издање изабрао за најбољи домаћи албум 2005. године.
У јануару 2008. појавило се DVD издање Прекид стварности, са снимцима концерата одржаних у београдском Дому омладине 28. априла 2006. и на фестивалу Егзит исте године. На диску се налазе и композиције које је група направила за рок-оперу Mozart...Luster...Lustig, као и фотографије.
Пети студијски албум ККН-а, Девети живот, објављен је 15. октобра 2008., а шести — Манифест — 4. маја 2011. године. Група је 11. јула 2013. наступила на главној бини фестивала Егзит.
ККН су нову песму и пратећи спот Све је стало (у р’н’р) представили 28. новембра 2013. у београдској галерији New Moment. Песма је снимљена уживо без исправки, а пре објављивања су је свирали на готово свим својим наступима током 2013. године. Спот је сниман у Пирану, а продуцирао га је Лазар Сакан, заједно са Рашком Миљковићем, Дарјом Пачевски и Сашом Штихом. Спот је телевизијску премијеру имао 25. новембра 2013. године на каналу МТВ Адрија. Група је најавила да ће следећи студијски албум објавити 2014. године и да ће он донети промену звука. Владан Рајовић је изјавио:
Атмосфера је на снимању била одлична, спот је радио наш пријатељ Владимир Сакан, који нас добро зна, и на његово инсистирање одабрана је та пјесма, мада и нама одговара јер та нумера оставља јак печат и у њој је заступљена јака идеолошка максима, стих из рефрена „Све је стало у рокенрол”.
Састав је у октобру 2014. објавио седми студијски албум — Воља за ноћ. Назив албума је игра речима из наслова Ничеовог манускрипта Воља за моћ.

## Чланови

### Садашњи
- Оливер Нектаријевић[а] — вокал
- Дамјан Бабић — гитара
- Ненад Пејовић — гитара
- Бошко Станојевић[б] — бас-гитара
- Владан Рајовић — бубањ

### Бивши
- Растко Лупуловић — гитара
- Стеван Димитријевић — бубањ
- Владислав Рац[в] — бас-гитара
- Марко Петронијевић — труба
- Иван Тописировић — гитара
- Дејан Утвар[г] — бубањ
- Никола Новаковић — гитара
- Зоран Еркман[д] — труба
- Бранислав Драговић — бас-гитара
- Огњен Беадер - бас-гитара
- Јанко Мостарлић - гитара

## Дискографија

### Студијски албуми
- (1996)
- Играчка плачка (1998)
- (2000)
- Прекиди стварности (2005)
- Девети живот (2008.  978-86-7800-097-3.)
- Манифест (2011)
- Воља за ноћ (2014)
- Ускоро (2019)
- Бетон (2022)

### Албуми уживо
- Уживо! (2017)

### Компилације
- Попис (2020)

### Видео издања
- Прекид стварности (2008.  978-86-87197-14-5.)

## Галерија
- Оливер Нектаријевић изводи песму (2016)